# Алисов, Евгений Алексеевич
Евгений Алексеевич Алисов (1929 — 2008) — капитан-директор большого морозильного рыболовного траулера «Жуковский» Управления океанического рыболовства, Крым.

## Биография
Родился 3 января 1929 года в селе Миллерово (ныне - Куйбышевского района Ростовской области) в крестьянской семье. Русский.
В 1930 году с родителями переехал в Ворошиловградскую (Луганскую) область, на шахту 23-25 бис. Здесь окончил 6 классов. В 1942 году с матерью вернулся в село Миллерово, где пережил оккупацию.
В августе 1943 года добровольно ушёл в Красную Армию. Воевал в составе 10-го стрелкового корпуса на Южном, 4-м Украинском, 1-м и 2-м Прибалтийских фронтах.
В 1945 году был демобилизован, приехал в город Новошахтинск Ростовской области, где жили родители. Пошёл работать автоэлектриком в гараж треста «Термоантрацит», окончил 7 классов в вечерней школе рабочей молодежи.
В 1949 году окончил в Таганрогскую мореходную школу юнг, получив звание судоводителя маломерных судов и был направлен на работу матросом в транспортную контору «Крымгосрыбтреста» в город Керчь. В 1950 году работал на перегоне судов с Балтийского на Чёрное моря, затем был переведен в Керченскую базу Гослова на средний рыболовный траулер помощником капитана.
В 1951 году, не окончив курсы штурманов малого плавания в городе Ейске. В 1952 году окончил курсы судоводителей -  штурманов дальнего плавания при Ростовском-на-Дону мореходном училище им. Г.Я. Седова. В 1952 году вернулся на прежнее место работы и был назначен капитаном среднего рыболовного траулера «Контур», в 1953 году — флагманским капитаном. В 1954 году перешёл на работу капитаном флота Мысовского рыбзавода «Крымгосрыбтреста». В 1955—1958 годах работал в управление сельдяного лова Министерства рыбной промышленности Эстонской ССР (город Таллин) капитаном среднего рыболовного траулера, выплавал ценз необходимый для получения диплома капитана дальнего плавания.
В 1958 году вернулся к прежнему месту работы в «Крымгосрыбтрест» и назначен старшим помощником капитана большого морозильного рыболовного траулера «Жуковский», возглавившего первую научно-поисковую экспедицию в Атлантику. В 1960 году стал капитан-директором БМРТ «Жуковский». После второй экспедиции, в 1961 году, судно было переведено в Севастопольское управление океанического рыболовства и портом приписки «Жуковского» стал город Севастополь.
В 1963 году заочно окончил Ростовское-на-Дону мореходное училище им. Г.Я. Седова.
С 1964 по 1967 годы Е. А. Алисов работал руководителем промысла. В 1967 году был назначен заместителем начальника управления по флоту в «Югрыбхолодфлот». В 1969 году переведен на должность начальника управления. В 1971 году закончил заочное отделение в Севастопольском приборостроительном институте по специальности «Судовые силовые установки».
В 1977 году назначен на должность генерального директора Южного производственного объединения рефрижераторного и транспортного флота «Югрыбхолодфлот». В 1990 году в порядке перевода направлен в бассейновое производственное промысловое объединение «Югрыба», был представителем БПО «Югрыба» в Югославии.
Член КПСС, избирался делегатом XXV и XXVII съездов Компартии Украины, членом Крымского областного Совета профсоюзов, депутатом Севастопольского городского Совета народных депутатов 12-19 созывов, членом исполкома горсовета.
С 1996 года на пенсии. Жил в городе Севастополе. Скончался 9 декабря 2008 года. Похоронен на кладбище Коммунаров города Севастополя.

Могила Алисова на кладбище Коммунаров в Севастополе.

## Память
- На кладбище Коммунаров установлен памятник Е. А. Алисову.
- В октябре 2009 года в городе Севастополе, на доме где жил Е. А. Алисов (ул. Генерала Петрова, 2) установлена мемориальная доска.[2]

## Награды и Звания
- Указом Президиума Верховного Совета СССР от 13 апреля 1963 года за выдающиеся успехи в достижении высоких показателей добычи рыбы и производства рыбной продукции Алисову Евгению Алексеевичу присвоено звание Героя Социалистического Труда с вручением ордена Ленина и золотой медали «Серп и Молот»
- Награждён орденами Ленина, Трудового Красного Знамени, Отечественной войны 2 степени, медалями (в том числе «За боевые заслуги»).
- Почетный работник рыбного хозяйства СССР.
- Почетный гражданин Гагаринского района города Севастополя.